# حفاظت نهنگ

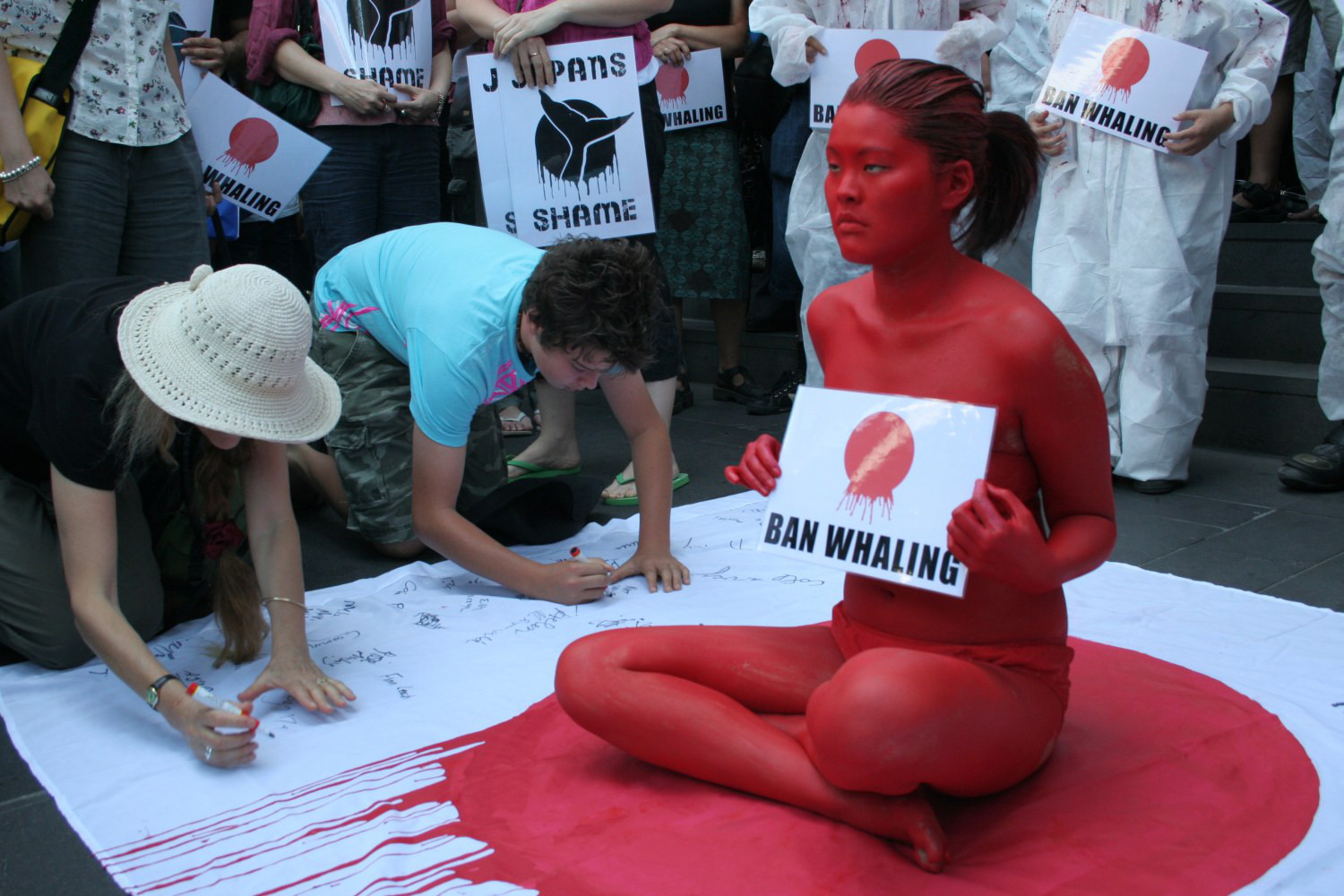
معترضان ضد شکار نهنگ در ملبورن، استرالیا، ۲۰۰۷

حفاظت از نهنگ Whale conservation به حفاظت از نهنگ‌ها اشاره دارد.

کاهش جمعیت نهنگ در جهان

جمعیت نهنگ‌های آبی به دلیل شکار تجاری غیرقانونی به‌طور چشمگیری کاهش یافته است و آنها را در معرض خطر انقراض قرار داده است.

پیش از راه‌اندازی IWC در سال ۱۹۴۶، شکار غیرقانونی نهنگ تعدادی از جمعیت نهنگ‌ها را به میزان چشمگیری کاهش داده بود و چندین گونه نهنگ به‌شدت در معرض خطر انقراض قرار داشتند. اتحادیه بین‌المللی حفاظت از طبیعت (IUCN) اشاره می‌کند که جمعیت نهنگ‌های خاکستری اقیانوس اطلس در پایان سدهٔ هجدهم منقرض شد. بررسی بقایای یافت‌شده در انگلستان و سوئد شواهدی از وجود جمعیت جداگانه نهنگ‌های خاکستری اقیانوس اطلس تا سال ۱۶۷۵ یافت. تاریخ‌گذاری رادیوکربن بقایای زیرفسیلی با شکار نهنگ علت احتمالی آن را تأیید کرده است.
صید نهنگ و دیگر تهدیدها منجر به این شده است که حداقل پنج نهنگ از ۱۳ نهنگ بزرگ در فهرست در معرض خطر قرار گیرند. ممنوعیت گذشته که در حدود دهه ۱۹۶۰ اجرا شد، به برخی از این گونه‌های نهنگ کمک کرد تا بهبود یابند. بر اساس گزارش گروه تخصصی سیتاس IUCN (CSG)، «چندین جمعیت نهنگ صاف جنوبی، گوژپشت‌ها در بسیاری از مناطق، نهنگ‌های خاکستری در شرق اقیانوس آرام شمالی، و نهنگ‌های آبی در شرق اقیانوس آرام شمالی و اقیانوس اطلس شمالی مرکزی شروع به نشان دادن نشانه‌هایی از بهبودی است.» جمعیت بسیاری از گونه‌های نهنگ دیگر نیز در حال افزایش است.
با این حال، دیگر گونه‌های نهنگ (به ویژه نهنگ نیزه‌ای معمولی) هرگز در معرض خطر انقراض در نظر گرفته نشده‌اند.الگو:Legal status of whalingگوشت نهنگ دارای پروتئین بسیار بالا و چربی اشباع بسیار کم است.

### آلودگی محیط زیست
نهنگ‌ها تحت تأثیر آلودگی‌های محیطی (به عنوان مثال نفت، فاضلاب، زباله، مواد شیمیایی و پلاستیک) هستند. برخی از نهنگ‌ها نیز در معرض خطر گرسنگی هستند.

## گروه‌های حفاظتی
صنعت شکار نهنگ در ابتدا توسط دولت‌های کشورهای شکار نهنگ حمایت می‌شد، سپس به‌تدریج از سال ۱۹۴۶ با کنوانسیون بین‌المللی برای مقررات شکار نهنگ و در سال ۱۹۴۹ با ایجاد کمیسیون بین‌المللی شکار نهنگ (IWC) برای حفظ ذخایر نهنگ تنظیم شد.
با فشار کشورهای عضو، IWC در سال ۱۹۸۲ تعلیق شکار تجاری نهنگ را تصویب کرد و تا سال 1994 IWC پناهگاه نهنگ‌های اقیانوس جنوبی را در قطب جنوب برای محافظت از نهنگ‌ها و مکان‌های تکثیر آنها ایجاد کرد.